# Plectris hispidula
Plectris hispidula är en skalbaggsart som beskrevs av Frey 1974. Plectris hispidula ingår i släktet Plectris och familjen Melolonthidae. Inga underarter finns listade i Catalogue of Life.